# Cauro
Cauro (korsisch Cavru) ist eine Gemeinde mit 1483 Einwohnern (Stand: 1. Januar 2022) auf der französischen Mittelmeerinsel Korsika. Sie gehört zum Département Corse-du-Sud, zum Arrondissement Ajaccio und zum Kanton Taravo-Ornano. Die Bewohner nennen sich Cavrais.

## Geografie und Infrastruktur
Das Siedlungsgebiet liegt durchschnittlich auf 370 Metern über dem Meeresspiegel. Die angrenzenden Gemeinden sind Bastelicaccia im Westen und im Nordwesten, Eccica-Suarella im Norden, Bastelica im Osten und Grosseto-Prugna im Süden.
Der Prunelli fließt durch den zu Cauro gehörenden Weiler Capitoro.
Die Route forestière 1 zweigte bei Cauro von der Route nationale 196 ab und führte anschließend durch den Forêt de Quarceta. Die Route forestière 12 zweigte ebenfalls von dieser Nationalstraße ab und tangierte den Forêt de Tova.
Die Gemeindegemarkung enthält zugelassene Rebflächen des Weinbaugebietes Ajaccio.

## Bevölkerungsentwicklung
| Jahr      | 1962 | 1968 | 1975 | 1982 | 1990 | 1999 | 2008 | 2017 |
| --------- | ---- | ---- | ---- | ---- | ---- | ---- | ---- | ---- |
| Einwohner | 543  | 559  | 563  | 595  | 849  | 1060 | 1289 | 1444 |

## Sehenswürdigkeiten

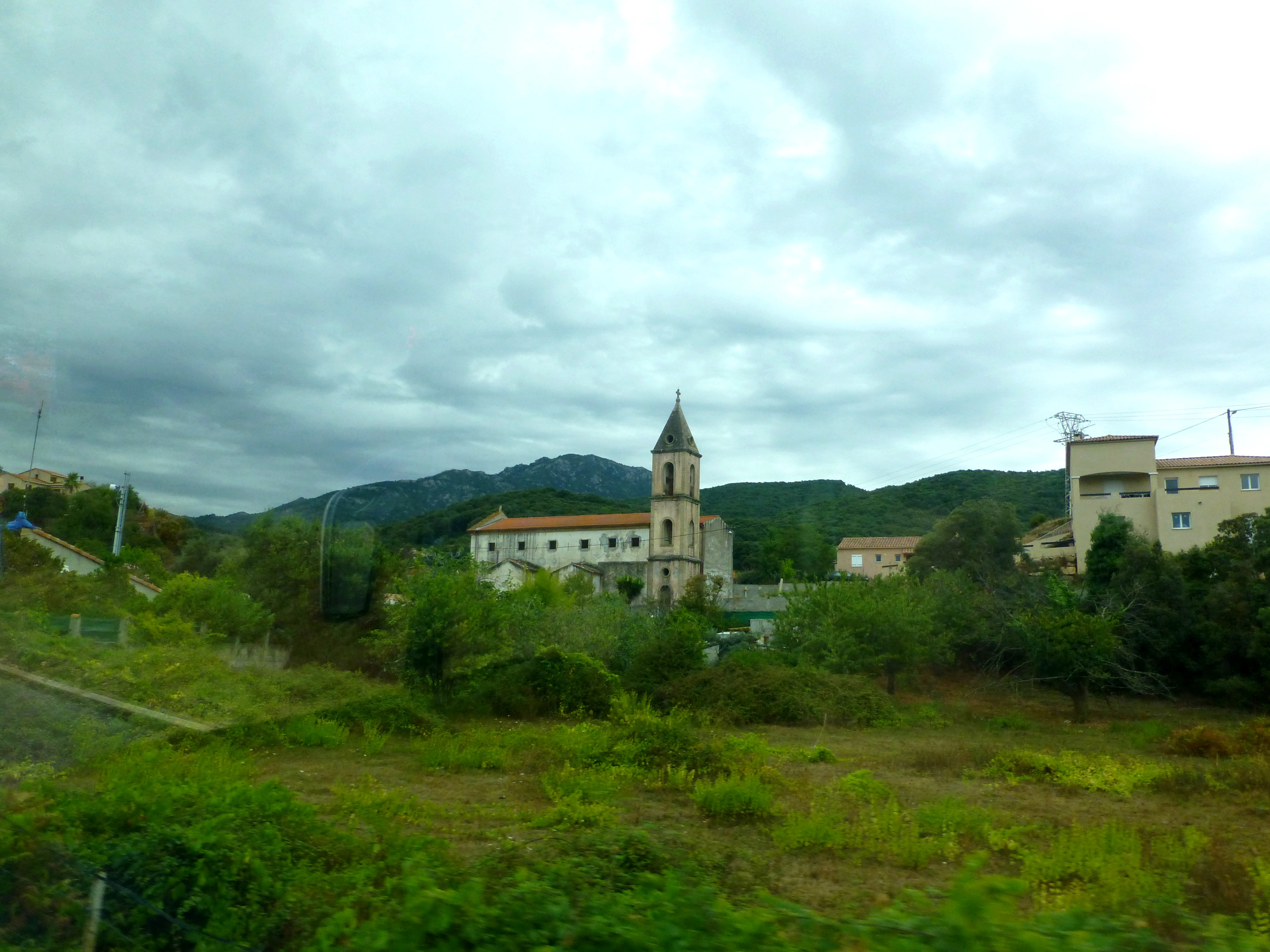
Kirche Santa Barbara

- Kirche Santa-Barbara
- Kapelle Saint-Jean-Baptiste